# Круглоголовка хентаунська
Круглоголовка хентаунська (Phrynocephalus rossikowi) — вид ящірок родини агамових (Scincidae). Один із 37 видів роду. Поширений у Центральній Азії. Мешканець глинястих і піщаних пустель. Описано 2 підвиди.

## Опис
Загальна довжина сягає 11 см. Верхня поверхня морди різко переходить у передню, майже прямісінько спускається до губи, так що при розгляді зверху ніздрів не помітно. Луска хребта трохи збільшена з невеликими, гострими, загорнутими догори шипиками. Окрема луска на спині і в основі хвоста сильно потовщена і має підняті вільні краї. Поперечна складка шкіри на верхній стороні шиї відсутня. Луска нижній поверхні тулуба й голови без реберець. Луска верхнього боку стегна та гомілки з реберцями. Знизу четвертого пальця задньої ноги 1 поздовжній рядок підпальцевих пластинок з 2—3 нечіткими реберцями. Хвіст сплощений. 
Спина рудувато-або коричнево-сірого забарвлення з 4 великими овальними коричневими, бурими або чорно-коричневими плямами з боків шиї і тулуба і більш-менш округлими світлими з темною облямівкою цятками на спині. Хвіст з поперечними смужками і бурим або чорно-бурим кінцем, його нижня поверхня зеленувата або рожево-фіолетова. 

## Поширення
Ареал виду розірваний. Мешкає в долині нижньої течії р. Амудар'я в Каракалпакії і в прилеглих районах Узбекистану та Туркменістані. 

## Спосіб життя
Полюбляє суглинні та ущільнені пустельні ґрунти, віддаючи перевагу ділянкам зі щебенем або дрібним гравієм, порослі розрідженою рослинністю. Не уникає і пісків, порослих злаками і чагарником. Активна вдень. Найбільш ранній вихід після зимівлі був відзначений в середині лютого, активність триває до листопада. Харчується дрібними комахами, переважно мурашками, а також скорпіонами та павуками.
Це яйцекладна ящірка. Відкладання 3—5 яєць відбувається наприкінці квітня — на початку червня. За сезон буває 2 кладки. Молодих круглоголовки з'являються на початку червня. 

## Систематика
Один із 37 видів роду круглоголовок (Phrynocephalus).
Станом на 2024 рік описано 2 підвиди:
- Phrynocephalus rossikowi rossikawi;
- Phrynocephalus rossikowi shammakowi.